# Ptichodis obversa
Ptichodis obversa är en fjärilsart som beskrevs av Walker 1858. Ptichodis obversa ingår i släktet Ptichodis och familjen nattflyn. Inga underarter finns listade.